# Isopogon alcicornis
Isopogon alcicornis är en tvåhjärtbladig växtart som beskrevs av Friedrich Ludwig Diels. Isopogon alcicornis ingår i släktet Isopogon och familjen Proteaceae. Inga underarter finns listade i Catalogue of Life.